# Iotyrris olangoensis
Iotyrris olangoensis is een slakkensoort uit de familie van de Turridae. De wetenschappelijke naam van de soort werd voor het eerst geldig gepubliceerd in 2002 door Olivera als Lophiotoma olangoensis.